# Paio Mendes, arcebispo de Braga
Paio (Pelágio) Mendes da Maia (? - Braga, 1137) foi um arcebispo português do século XII.

## Biografia
Filho de D. Mendo Gonçalves da Maia, 3.° Senhor da Maia, Rico-Homem, falecido depois de 1065, e de sua mulher Ledegunda Soares Taínha de Baião.
Mendes era patronímico (filho de Mem ou Mendo), pelo que não se pode dizer com propriedade que D. Paio pertencia à família dos Mendes, tendo como irmãos D. Gonçalo Mendes da Maia e D. Soeiro Mendes da Maia, e como irmã Doroteia Mendes da Maia, documentada em 1072, 1088 e 1102 e falecida depois dessa data, mulher de Pelaio Gutierriz, falecido depois de 1088.
Considerado por alguns historiadores como o verdadeiro aio de D. Afonso Henriques, em vez de Egas Moniz, foi um ardente defensor da causa do infante contra D. Teresa. 
D. Paio foi o arcebispo de Braga entre 1118 e 1137. Em 1128, ordenou a construção de um edifício de 5 capelas na cabeceira da Sé de Braga, que havia sido danificada num sismo.